# 段家沟水库
段家沟水库是中国河南省洛阳市新安县境内的一座水库，位于涧河上，建于1971年。水库正常库容为787万立方米，集雨面积为13平方千米，海拔为376.5米。